# Analophus niger
Analophus niger là một loài bọ cánh cứng trong họ Cerambycidae.